# Dezumidificator

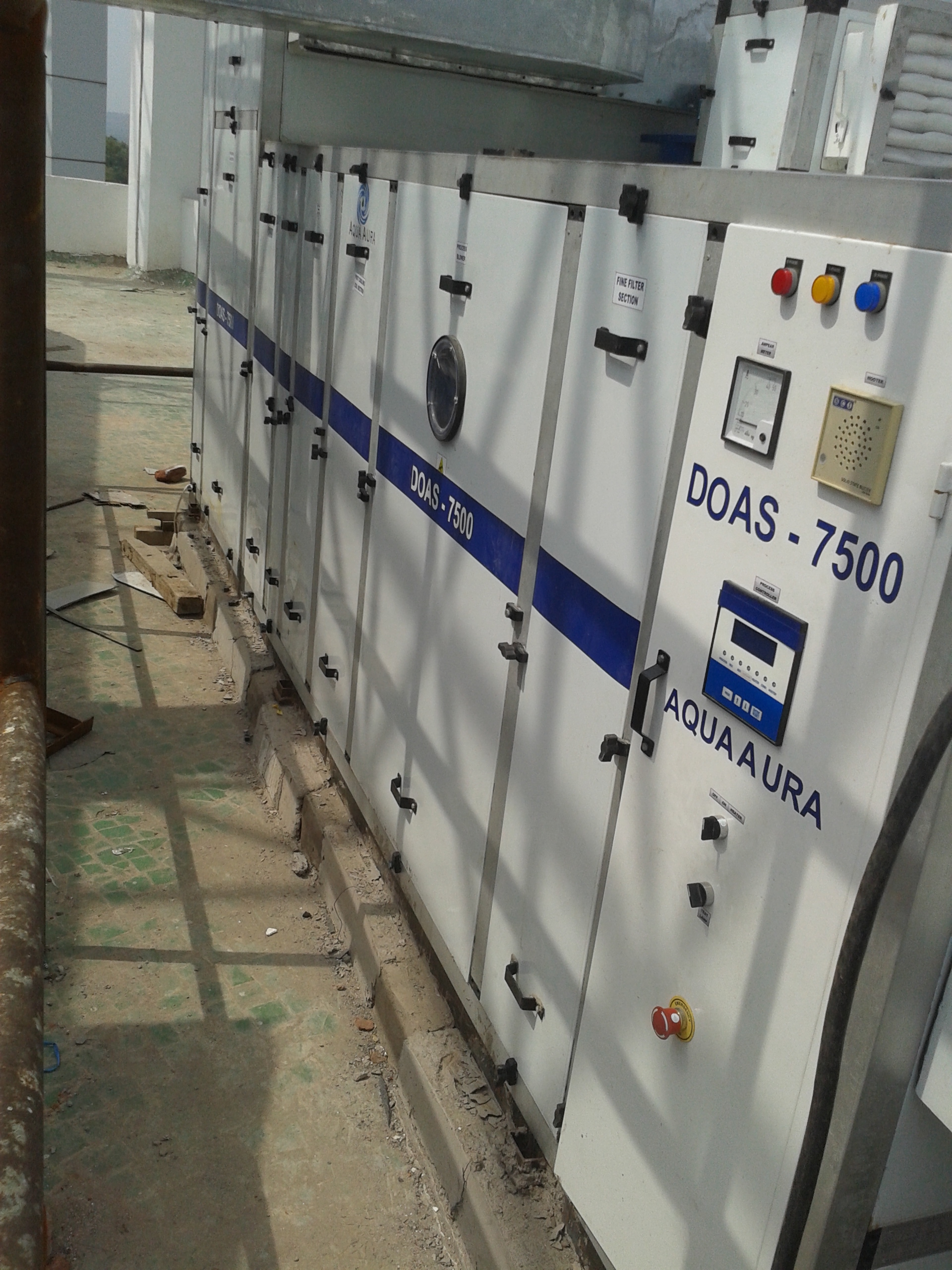
Instalație industrială de dezumidificare desicantă cu sistem de recuperare a energiei

Un dezumidificator este un echipament de climatizare care înlătură umiditatea dintr-o încăpere.

## Tipuri de dezumidificatoare

### Cu compresor
Acesta funcționează prin aspirarea aerului din încăpere cu ajutorul unui ventilator, care intră în contact cu bobinele răcite cu ajutorul unui gaz comprimat și expandat precum freonul. Datorită condensării, umiditatea colectată rămâne pe bobine și se scurge într-un rezervor, aerul uscat fiind apoi eliberat.

### Desicante
Dezumidificatoarele desicante funcționează prin trecerea aerului printr-un material absorbant precum silicagelul. Acestea sunt eficiente în încăperile cu temperaturi scăzute.

### Termoelectrice
Funcționează pe baza efectului Peltier, folosindu-se de electricitate pentru a răci bobinele aparatului. Aerul intră în contact cu bobinele reci, producându-se astfel un efect de condens, apa scurgându-se apoi în rezervor.